# Dalbergia brownei
Dalbergia brownei là một loài thực vật có hoa trong họ Đậu. Loài này được (Jacq.) Urb. miêu tả khoa học đầu tiên.